# ブラック・ジャック
『ブラック・ジャック』（BLACK JACK）は、手塚治虫による日本の医療漫画、およびそれを原作としたメディアミックス。天才的外科医だが医師免許を持たない「ブラック・ジャック」こと間黒男（はざま くろお）の活躍を描く。『週刊少年チャンピオン』（秋田書店）において1973年11月19日号から1978年9月18日号まで連載したのち、1979年1月15日号から1983年10月14日号まで不定期連載された。全242話。略称は「B・J」。
手塚の没後を含めてリメイクや派生・オマージュ作品が生み出され続けている。
主人公を含めてキャラクターについては「ブラック・ジャックの登場人物」を参照。

## 概要
無免許ではあるものの、唯一無二の神業ともいえる手術テクニックにより世界中に名を知られる天才外科医ブラック・ジャック（間 黒男）を主人公に、「医療と生命」をテーマにそれぞれ据えた医療漫画である。連載当初は「漫画家生活30周年記念作品」「手塚治虫ワンマン劇場」という煽りで、手塚治虫のスター・システムによるオールスター出演がウリの作品であり、短期間で終了する予定だった（後述）が、定期・不定期合わせて10年近く続く長期連載作となり、まさに代表作となった。
読み切り連載形式になったのは、『週刊少年チャンピオン』編集長を務めていた壁村耐三の方針であり、当時の連載作品全てに適用されていたが、読み切りでないと手塚が流す回をやることから、それを防ぐためという話もあった。
『週刊少年マガジン』で連載した『三つ目がとおる』とともに、手塚治虫の少年漫画における1970年代の最大にして、少年漫画家としては最後のヒット作である。また、本作品によって現代まで続く「医療マンガ」のジャンルが形成されるきっかけになった金字塔でもある。
手塚プロダクションによると、コミックスの国内累計発行部数は2020年1月時点で4766万399部、海外でもアメリカ、フランス、スペイン、イタリア、中国、韓国、台湾、タイ、ベトナムで出版され、明確な統計はないものの1億部以上の発行部数があると言われている。

## 連載の推移
1960年代終盤の劇画ブームや『週刊少年ジャンプ』の新人発掘路線の影響をまともに受けた手塚治虫は、ヒューマニズムを描く古い漫画家というレッテルが貼られ、得意にしていた少年漫画の分野でヒット作品を出せなくなっていた。手塚本人が言う「冬の時代」（1968年-1973年）であり、少年誌での連載が激減し、読み切りが増加。少年誌において実験作を執筆したり、青年誌に進出したりするなどして方向性を模索するが、1970年には青少年向けの性教育を意図して執筆した『やけっぱちのマリア』が糾弾を受け、1973年には虫プロ商事と虫プロダクションが倒産し、まさにどん底にいた。
そんな中『週刊少年チャンピオン』編集部は、手塚に漫画家生活30周年記念作品（ただし、1973年当時手塚はデビュー28年目である）として「かつての手塚漫画のキャラクターが全部出る作品」の企画を依頼する。編集部内で『週刊少年チャンピオン』編集長の壁村耐三が担当編集者の岡本三司に「死に水をとろうか」と相談をもちかけたくらいの状況に追い込まれていた手塚はこれを了承する。手塚は以前に『鉄腕アトム』「ひょうたんなまず危機一発」（1965年）において同様のスターシステムでのオールスターを執筆していた。
間もなく、かつての手塚漫画のキャラクターが次々にブラック・ジャックという外科医にかかるという大体のプロットが出来上がる。ブラック・ジャックというキャラクターには医学生だった頃の手塚自身が反映され、また劇画ブームに対抗する（あるいは取り込む）意味でアウトサイダー的な存在として描かれた。『手塚治虫漫画40年』（秋田書店）によると「手塚漫画は正義の味方的な主人公が多いので、あえて、アウトサイダーな男の生き様を子どもにもわかるように描こうと考えた」。初期構想ではブラックジャックはあくまで狂言回しであり、メインはオールスターの方にあった。連載が安定化した後も時々ブラックジャックが狂言回しになるのはこのためである。
担当編集者の岡本によると「最初の予定では、4・5回連載して最後は無人島でエンディング…」「一種のバラエティ番組的なニギヤカシ作品のはずだった」ことからあまりやる気が出ず、手塚にタイトルが決まったか聞いた際に「ブラック・ジャック」と言われ「先生、サブタイトルじゃなく本タイトルを教えてくださいよ」と失言するくらいのゆるい扱いであり、いざ連載が始まっても、巻頭カラーもなく、地味な扱いが続いた。
連載開始の当初は人気が低く、ほぼ最下位であり、担当編集者の岡本は編集長の壁村から「どうする？」と聞かれ困ったというが、その後、じりじりと順位を上げ、50話「めぐり会い」で2位に浮上、以降は軌道に乗った。
なお、『週刊少年チャンピオン』編集長の壁村耐三は、反応がなければ3回で辞める約束だったともいい、手塚自らが「これが最後」と持ち込んだ企画だったとも証言しており、編集者と編集長という当事者同士の間で話が全く食い違っている。なお秋田書店自体は前述の『手塚治虫漫画40年』で、編集部が企画を持ち込んだ説を取っている。
当時の『ドカベン』『がきデカ』『マカロニほうれん荘』といった超ヒット作には及ばなかったものの、10年間にわたり安定して柱となり、『週刊少年チャンピオン』の黄金時代を支えた。「人生という名のSL」で定期連載は終了するが、その後も『週刊少年チャンピオン』誌上で散発的に13本発表された（最終作品は「オペの順番」）。
手塚の息子である手塚眞によると、誰にも立ち入りを許さなかった手塚の仕事部屋に、担当編集者が無断で入ったことに怒った手塚が連載終了を宣言したという。これとは別の理由として、ロボトミーの描写に関する抗議事件の後、医学的な整合性について指摘を受けて描きづらくなったことを生前の手塚が書き残している。
単行本は秋田書店の少年チャンピオンコミックスにまとめられたのが最初で、その後も愛蔵版や手塚治虫漫画全集にも収められ、文庫版はミリオンセラーを達成し、1994年から始まった1990年代のマンガ文庫のブームの火付け役になった。
アメリカ合衆国では1995年からVIZ社が発行した月刊漫画雑誌『MANGA VISION』に連載された。
2023年11月、本作の連載50周年を記念して、『週刊少年チャンピオン』52号にて「TEZUKA2023 ブラック・ジャック 機械の心臓-Heartbeat Mark II」が掲載された。本作は手塚プロダクション所属のメンバーなどのクリエイターや、本作を学習したAIを使用して描かれ、手塚の新作を制作するプロジェクト「TEZUKA2023」の一環として制作が行われた読み切りである。

## 医学描写
本作には、医学的リアリティと大胆なフィクションが並存しているが、これは医学的事実よりも物語性を優先した、手塚の作劇術の一環である。異星人やミイラ、幽霊、感情と自我を持つコンピュータを「手術」するなどという突飛な設定の話も存在する。架空の病気（「99.9パーセントの水」に登場する寄生生物など）も登場したほか、双子の体内にあったもう一人分の脳や内臓からピノコを人体として組み上げて動き回れるようにするといった一部の描写も、現代の医療技術を超越している。ブラック・ジャックがスター・システムで登場する別作品『ミッドナイト』では、ブラック・ジャック本人に人間の脳交換手術について「その様な事は漫画だから可能だ」と言わせている。手塚治虫自らが語るところによると、当時、東京大学医学部の学生から嘘を書くなと抗議の手紙が来たこともあった。それに対して手塚は、「東大生ともあろうものが、漫画に嘘があることすら知らないのか」とコメントしている。
手塚は医師免許を持ってはいたが、医学的知識は昭和20年代（1945年から1954年）にとどまっており、外科医としての臨床経験がほとんどなかった。『ブラック・ジャック』の連載に当たり、医学書を買い込み独学したり、医療関係者に取材したりはしていたものの、劇中で治療困難な症例として扱われているものが、実際には連載当時の医療技術でも治療可能な症例であるというミスや、医学用語のミスを多発していた。中でもロボトミーに関する描写では糾弾を受け、新聞に謝罪文を掲載、連載中止の話まで出たという。
同時期に発表された医療漫画では、執筆時点での最新の知識を取り入れた『夜光虫』（柿沼宏・篠原とおる）なども存在するが、手塚は自らの作劇術を崩さなかった。手塚は「ブラック・ジャックは医療技術の紹介のために描いたのではなく、医師は患者に延命治療を行なうことが使命なのか、患者を延命させることでその患者を幸福にできるのか、などという医師のジレンマを描いた」としている。

## 各話タイトル
- 各話あらすじは、ブラック・ジャック全話を参照。
- 第9話・第67話・第224話は2回、第238話は4回にわたり雑誌に掲載されて完結した。
- 第180話『土砂降り』は第179話『メス』の続編であり、単行本では『土砂降り』として1つにまとめられている。
- 第113話の後で増刊号に掲載された『U-18は知っていた』だけは唯一ナンバリングされていない。
- 連載終了後の読切全13話も雑誌掲載時はナンバリングされていなかったが、連載に続けてのカウントが通例となっている。
- 雑誌発表時の全扉絵が完全収録されている書籍は『Black Jack illustration museum』（2001年/秋田文庫）のみである。
- 第28話『指』は第227話『刻印』として改稿されたため、完全な状態での原稿は残っていない（扉絵もそのまま流用だが背景にビルが描き足されている）。
- 第188話『肩書き』内の台詞に登場する「J大学の鈴木教授」は実在の人物で、マンガの執筆当時に順天堂大学医学部胸部外科教授だった鈴木章夫である[25]。

## 単行本
発売日やISBN等の詳細な書誌情報については#書誌情報を参照。
1. 少年チャンピオンコミックス『ブラック・ジャック』全25巻（1974年-1995年/秋田書店）★8（7） ※新書版
2. 手塚治虫漫画全集『ブラック・ジャック』全22巻＋「鉄腕アトム」別巻1（1977年-1983年、1995年-1996年/講談社）★22 ※全集版
3. 豪華版『ブラック・ジャック』全17巻＋オールカラー版（1987年-2004年/秋田書店）★11 ※豪華版、愛蔵版
4. 秋田文庫『BLACK JACK』全17巻＋TreasureBook（1993年-2003年、2008年/秋田書店）★8 ※文庫版
5. 手塚治虫漫画全集DX版『ブラック・ジャック』全22巻（2003年-2005年/講談社）★23 ※DX版
6. 少年チャンピオンコミックス・スペシャル「ブラック・ジャック」全17巻（2004年-2005年/秋田書店）★11 ※新装版
7. 手塚治虫文庫全集『ブラック・ジャック』全12巻＋「鉄腕アトム別巻」（2010年/講談社）★9 ※文庫全集版
8. 『ブラック・ジャック大全集』全15巻（2012年-2013年/復刊ドットコム）★3 ※大全集版

★の後ろの数字は未収録話の数、※の後ろは愛称。単行本「1」から「8」の内、中心となる「1」「2」「4」「7」の各収録話は上の「各話タイトル」項を参照のこと。その他収録話を書くと、「3」「6」は「4」の秋田文庫「BLACK JACK」全17巻と同じ、「5」は「2」の手塚治虫漫画全集『ブラック・ジャック』全22巻と同じ。「6」「7」「8」は概ね雑誌発表時の順番通りに収録されている
ブラック・ジャックの容姿や手術シーンの描写などが影響してか、単行本化の際、少年チャンピオンコミックス8巻まではスプラッター扱いされ「恐怖コミックス」に分類されていたが、9巻以降は「ヒューマンコミックス」に改められている。
また、単行本収録に際しては、差別用語などの表現上の問題で、一部の台詞が改変されている。とくに第46話・第67話・第153話は、台詞の改変前と改変後ではその印象が大きく変わる。2011年発行の冊子『まんだらけZENBU』第51号には、初出版と「2」に収録のものとの差異が掲載されている（第67話と第85話を除く）。「1」の第4巻に初版から1977年頃の版まで収録されていた第41話「植物人間」は、のちに第70話「からだが石に…」に差し替えられた。
その「植物人間」や第58話「快楽の座」の単行本収録が難しくなったのは、精神外科手術を取り扱っていたことから精神科医や精神外科手術反対の市民団体からのクレームがあったためとみられる。なお、実際にクレームがついたのは1977年、第153話「ある監督の記録」であった。この話では、脳性麻痺の患者の脳に電気刺激を与える手術に「ロボトミー」の語を使用しており、実際のロボトミー手術とは異なる描写が「ロボトミーの美化」であるとの抗議を脳性麻痺障害者団体とロボトミー被害者支援団体から受けた。これに対し秋田書店と手塚治虫は抗議グループとの話し合いで非を認めて謝罪し、更に謝罪文を全国紙5紙に掲載した（1977年2月10日）。また、後に第153話を「フィルムは二つあった」と改題して単行本に収録する際には、脳手術の場面を別の病気（デルマトミオージス）の手術に描き換えた。第41話と第58話に関しては直接抗議があったわけではないが、手術内容を変えても話が成立する第153話と違い、脳手術そのものをテーマとしていたために描き替えもできず、単行本収録を中止したのではないかとされる。
これ以外にコンビニ売りの単行本として秋田書店からトップコミックスとトップコミックスワイドのシリーズが刊行されており、第209話「落下物」の単行本初収録はトップコミックス『ブラック・ジャック 医師の使命編』（2005年）、第171話「壁」もヤングチャンピオン増刊『ブラック・ジャック スペシャル』（2005年）に袋とじ掲載された後、トップコミックスワイド『ブラック・ジャック 死にゆくものへの祈り編』（2006年）に単行本初収録された。
初出以来一度も単行本に再収録されていないものは第28話「指」（連載時に第227話「刻印」として改稿）と第58話「快楽の座」（連載時オールカラー掲載）のみで、必然的にこれら初出掲載誌の古書価格は非常に高騰しているが、ともに国会図書館には所蔵があるため閲覧は可能である。

## リメイク漫画
発売日やISBN等の詳細な書誌情報については#書誌情報を参照。
2004年10月のテレビアニメシリーズ放送開始に合わせ、秋田書店の各漫画雑誌にて複数の漫画家による『ブラック・ジャック』のリメイク作品が読切形式で掲載された（『週刊少年チャンピオン』のみ月1回掲載）。また、『週刊少年チャンピオン』創刊40周年・手塚治虫生誕80周年記念企画として、2009年及び2010年には『週刊少年チャンピオン』にて吉富昭仁の作画によるbjリーグとのコラボ作品が数度掲載された他、宮崎克作・吉本浩二画による連載当時の製作秘話を描いたドキュメンタリー漫画『ブラック・ジャック創作秘話〜手塚治虫の仕事場から〜』など、『ブラック・ジャック』の特集企画も行われた。2023年6月12日には、手塚治虫作品を学習した人工知能（AI）と人間のクリエーターによる共同制作プロジェクト「TEZUKA2023」が生み出す『ブラック・ジャック』の新作が、同年秋に『週刊少年チャンピオン』に掲載される予定であることが発表された。以下の表は作品名・掲載誌・執筆した漫画家の一覧である。
| 詳細                                                                   | 詳細                | 詳細                     | 詳細                                               |
| 巻                                                                     | 作者                | タイトル                 | 初出                                               |
| ---------------------------------------------------------------------- | ------------------- | ------------------------ | -------------------------------------------------- |
| 1                                                                      | 秋乃茉莉            | 最後の証人               | 『サスペリアミステリー』2004年12月号               |
| 1                                                                      | 吉川うたた          | 汝ノ隣人ヲ愛セヨ         | 『サスペリアミステリー』2005年1月号                |
| 1                                                                      | 垣野内成美          | ドラキュラに捧ぐ         | 『サスペリアミステリー』2005年8月特大号            |
| 1                                                                      | 碧ゆかこ            | めぐり会い               | 『サスペリアミステリー』2005年7月号                |
| 1                                                                      | 風間宏子            | Mの伝説 皇帝と呼ばれた男 | 『Eleganceイブ』2005年7月号                        |
| 2                                                                      | 細馬信一            | 死への一時間             | 『サスペリアミステリー』2005年6月特大号            |
| 2                                                                      | 御茶漬海苔          | 猫上家の人々             | 『サスペリアミステリー』2005年5月超特大号          |
| 2                                                                      | 千之ナイフ          | 身代わり                 | 『サスペリアミステリー』2005年8月特大号            |
| 2                                                                      | 大舞キリコ          | 闇の中の目撃者           | 『サスペリアミステリー』2005年2月特大号 別冊ふろく |
| 2                                                                      | 宗美智子            | 骨肉                     | 『サスペリアミステリー』2005年4月特大号 別冊ふろく |
| 2                                                                      | スズキユカ          | 傷跡の記憶               | 『サスペリアミステリー』2005年10月特大号           |
| 未                                                                     | 鳥羽笙子            | 連続絞殺魔事件           | 『サスペリアミステリー』2004年11月号               |
| 未                                                                     | 風祭壮太            | 証明の刃                 | 『サスペリアミステリー』2005年2月特大号 別冊ふろく |
| 未                                                                     | 鳥羽笙子            | 容疑者は黒い医師         | 『サスペリアミステリー』2005年3月号                |
| 未                                                                     | 大橋薫              | 通り魔                   | 『サスペリアミステリー』2005年4月特大号 別冊ふろく |
| 未                                                                     | 金子玲美 月嶋つぐ美 | 終章は誰がために         | 『サスペリアミステリー』2005年5月超特大号          |
| 未                                                                     | 佐藤千江子          | 誘拐                     | 『サスペリアミステリー』2005年9月特大号            |
| 未                                                                     | 大塚あきら          | B・J入院す               | 『サスペリアミステリー』2005年11月特大号           |
| 未                                                                     | 西臣匡子            | For Cherry Blossom       | 『サスペリアミステリー』2005年12月特大号           |
| 未                                                                     | 細馬信一            | ふたりの黒い医者         | 『サスペリアミステリー』2006年1月号・2月特大号     |
| 巻の列の未は単行本未収録。タイトルの列のソートボタンで元の順序に戻る。 |                     |                          |                                                    |

| 詳細                                         | 詳細                           | 詳細               | 詳細                                       |
| 漫画                                         | 原案                           | タイトル           | 初出                                       |
| -------------------------------------------- | ------------------------------ | ------------------ | ------------------------------------------ |
| 石坂啓                                       | 長尾成敏（医師）               | 少年の選択         | 『週刊少年チャンピオン』2013年18号         |
| 小谷憲一                                     | 町田宏（医師）                 | 嵐の中の緊急手術   | 『週刊少年チャンピオン』 2013年19号        |
| わたべ淳                                     | 國分善政（歯科医師）           | 死者の入れ歯       | 『週刊少年チャンピオン』 2013年20号        |
| 高見まこ                                     | S・M（看護師）                 | 命の再会           | 『週刊少年チャンピオン』 2013年21+22合併号 |
| 三浦みつる                                   | 武井和也（医師）               | まもりたいもの     | 『週刊少年チャンピオン』 2013年23号        |
| 堀田あきお                                   | 山田新（医療機器メーカー社員） | 黒スーツの人命救助 | 週刊少年チャンピオン 2013年24号            |
| タイトルの列のソートボタンで元の順序に戻る。 |                                |                    |                                            |

## 書誌情報

### 漫画
- 手塚治虫『ブラック・ジャック』 秋田書店〈少年チャンピオンコミックス〉全25巻
  1. 1974年5月28日発売[47] ISBN 4-253-03160-9
  2. 1974年7月18日発売[48] ISBN 4-253-03161-7
  3. 1974年11月2日発売[49] ISBN 4-253-03162-5
  4. 1975年3月6日発売[50] ISBN 4-253-03163-3
  5. 1975年4月26日発売[51] ISBN 4-253-03164-1
  6. 1975年7月28日発売[52] ISBN 4-253-03165-X
  7. 1975年12月20日発売[53] ISBN 4-253-03166-8
  8. 1976年5月26日発売[54] ISBN 4-253-03167-6
  9. 1976年8月4日発売[55] ISBN 4-253-03168-4
  10. 1976年12月18日発売[56] ISBN 4-253-03169-2
  11. 1977年3月29日発売[57] ISBN 4-253-03170-6
  12. 1977年8月24日発売[58] ISBN 4-253-03171-4
  13. 1977年11月29日発売[59] ISBN 4-253-03172-2
  14. 1978年4月21日発売[60] ISBN 4-253-03173-0
  15. 1978年7月28日発売[61] ISBN 4-253-03174-9
  16. 1978年12月12日発売[62] ISBN 4-253-03175-7
  17. 1979年2月28日発売[63] ISBN 4-253-03176-5
  18. 1979年4月26日発売[64] ISBN 4-253-03177-3
  19. 1979年7月26日発売[65] ISBN 4-253-03178-1
  20. 1979年10月30日発売[66] ISBN 4-253-03179-X
  21. 1980年12月19日発売[67] ISBN 4-253-03180-3
  22. 1981年12月16日発売[68] ISBN 4-253-03181-1
  23. 1982年11月19日発売[69] ISBN 4-253-03182-X
  24. 1984年1月6日発売[70] ISBN 4-253-03183-8
  25. 1995年10月27日発売[71] ISBN 4-253-03184-6
- 手塚治虫『ブラック・ジャック』講談社〈手塚治虫漫画全集〉全22巻
  1. 1977年7月15日第1刷発行 ISBN 4-06-108751-7
  2. 1978年10月10日第1刷発行 ISBN 4-06-108752-5
  3. 1979年5月30日第1刷発行 ISBN 4-06-108753-3
  4. 1980年4月20日第1刷発行 ISBN 4-06-108754-1
  5. 1981年1月20日第1刷発行 ISBN 4-06-108755-X
  6. 1981年2月20日第1刷発行 ISBN 4-06-108756-8
  7. 1982年2月20日第1刷発行 ISBN 4-06-108757-6
  8. 1982年8月20日第1刷発行 ISBN 4-06-108758-4
  9. 1982年9月20日第1刷発行 ISBN 4-06-108759-2
  10. 1982年10月20日第1刷発行 ISBN 4-06-108760-6
  11. 1982年11月20日第1刷発行 ISBN 4-06-108761-4
  12. 1982年12月20日第1刷発行 ISBN 4-06-108762-2
  13. 1983年1月20日第1刷発行 ISBN 4-06-108763-0
  14. 1983年2月20日第1刷発行 ISBN 4-06-108764-9
  15. 1983年3月20日第1刷発行 ISBN 4-06-108765-7
  16. 1983年4月20日第1刷発行 ISBN 4-06-108766-5
  17. 1983年5月20日第1刷発行 ISBN 4-06-108767-3
  18. 1983年6月20日第1刷発行 ISBN 4-06-108768-1
  19. 1995年2月16日第1刷発行 ISBN 4-06-175966-3
  20. 1995年5月17日第1刷発行 ISBN 4-06-175967-1
  21. 1996年1月17日第1刷発行 ISBN 4-06-175970-1
  22. 1996年5月16日第1刷発行 ISBN 4-06-175971-X
- 手塚治虫『BLACK JACK』秋田書店〈豪華版シリーズ〉全17巻
  1. 1987年2月27日発売[72] ISBN 4-253-09969-6
  2. 1987年4月23日発売[73] ISBN 4-253-09970-X
  3. 1987年6月13日発売[74] ISBN 4-253-09971-8
  4. 1987年7月14日発売[75] ISBN 4-253-09972-6
  5. 1987年9月2日発売[76] ISBN 4-253-09973-4
  6. 1987年10月16日発売[77] ISBN 4-253-09974-2
  7. 1987年12月2日発売[78] ISBN 4-253-09975-0
  8. 1988年1月20日発売[79] ISBN 4-253-09976-9
  9. 1988年3月22日発売[80] ISBN 4-253-09977-7
  10. 1988年5月18日発売[81] ISBN 4-253-09978-5
  11. 1988年7月13日発売[82] ISBN 4-253-09979-3
  12. 1988年11月28日発売[83] ISBN 4-253-09980-7
  13. 1993年12月10日発売[84] ISBN 4-253-09981-5
  14. 1995年7月10日発売[85] ISBN 4-253-09982-3
  15. 2000年11月20日発売[86] ISBN 4-253-09983-1
  16. 2001年2月22日発売[87] ISBN 4-253-09984-X
  17. 2004年10月12日発売[88] ISBN 4-253-09991-2
- 手塚治虫『BLACK JACK オールカラー版』秋田書店〈豪華版シリーズ〉 2003年12月18日発売[89] ISBN 4-253-10470-3
- 手塚治虫『BLACK JACK』秋田書店〈秋田文庫〉全17巻
  1. 1993年7月22日発売[90] ISBN 4-253-16981-3
  2. 1993年7月22日発売[91] ISBN 4-253-16982-1
  3. 1993年7月22日発売[92] ISBN 4-253-16983-X
  4. 1993年7月22日発売[93] ISBN 4-253-16984-8
  5. 1993年7月22日発売[94] ISBN 4-253-16985-6
  6. 1993年7月22日発売[95] ISBN 4-253-16986-4
  7. 1993年7月22日発売[96] ISBN 4-253-16987-2
  8. 1993年7月22日発売[97] ISBN 4-253-16988-0
  9. 1993年7月22日発売[98] ISBN 4-253-16989-9
  10. 1993年7月22日発売[99] ISBN 4-253-16990-2
  11. 1993年7月22日発売[100] ISBN 4-253-16991-0
  12. 1993年7月22日発売[101] ISBN 4-253-16992-9
  13. 1995年5月10日発売[102] ISBN 4-253-16993-7
  14. 1996年9月10日発売[103] ISBN 4-253-16994-5
  15. 2000年1月11日発売[104] ISBN 4-253-17073-0
  16. 2000年5月10日発売[105] ISBN 4-253-17074-9
  17. 2003年8月20日発売[106] ISBN 4-253-17117-6
- 手塚治虫『新装版 ブラック・ジャック』秋田書店〈少年チャンピオンコミックス〉全17巻
  1. 2004年10月12日発売[107] ISBN 4-253-20751-0
  2. 2004年10月12日発売[108] ISBN 4-253-20752-9
  3. 2004年10月12日発売[109] ISBN 4-253-20753-7
  4. 2004年11月25日発売[110] ISBN 4-253-20754-5
  5. 2004年11月25日発売[111] ISBN 4-253-20755-3
  6. 2004年11月25日発売[112] ISBN 4-253-20756-1
  7. 2004年12月22日発売[113] ISBN 4-253-20757-X
  8. 2004年12月22日発売[114] ISBN 4-253-20758-8
  9. 2004年12月22日発売[115] ISBN 4-253-20759-6
  10. 2005年1月20日発売[116] ISBN 4-253-20760-X
  11. 2005年1月20日発売[117] ISBN 4-253-20761-8
  12. 2005年1月20日発売[118] ISBN 4-253-20762-6
  13. 2005年2月8日発売[119] ISBN 4-253-20763-4
  14. 2005年2月8日発売[120] ISBN 4-253-20764-2
  15. 2005年2月8日発売[121] ISBN 4-253-20765-0
  16. 2005年3月8日発売[122] ISBN 4-253-20766-9
  17. 2005年3月8日発売[123] ISBN 4-253-20767-7
- 手塚治虫『ブラック・ジャック〜黒い医師〜』秋田書店〈少年チャンピオンコミックス〉全3巻
  1. 2005年5月9日発売[124] ISBN 4-253-20931-9
  2. 2005年11月8日発売[125] ISBN 4-253-20932-7
  3. 2006年4月7日発売[126] ISBN 4-253-20933-5
- 吉富昭仁『RAY+』秋田書店〈チャンピオンREDコミックス〉 2006年8月18日発売[127] ISBN 4-253-23025-3
- 手塚治虫『BLACK JACK Treasure Book』秋田書店〈秋田文庫〉 2008年7月10日発売[128] ISBN 978-4-253-17084-0
- 手塚治虫『ブラック・ジャック』講談社〈手塚治虫文庫全集〉全12巻
  1. 2010年6月11日発売[129] ISBN 978-4-06-373758-5
  2. 2010年6月11日発売[130] ISBN 978-4-06-373759-2
  3. 2010年6月11日発売[131] ISBN 978-4-06-373760-8
  4. 2010年7月9日発売[132] ISBN 978-4-06-373761-5
  5. 2010年7月9日発売[133] ISBN 978-4-06-373762-2
  6. 2010年7月9日発売[134] ISBN 978-4-06-373763-9
  7. 2010年8月12日発売[135] ISBN 978-4-06-373764-6
  8. 2010年8月12日発売[136] ISBN 978-4-06-373765-3
  9. 2010年9月10日発売[137] ISBN 978-4-06-373766-0
  10. 2010年9月10日発売[138] ISBN 978-4-06-373767-7
  11. 2010年10月8日発売[139] ISBN 978-4-06-373768-4
  12. 2010年10月8日発売[140] ISBN 978-4-06-373769-1
- 手塚治虫（原作）/ 吉富昭仁（作画 『ブラック・ジャック B・J×bj』秋田書店〈少年チャンピオンコミックス・エクストラ〉 2010年10月8日発売[141]、ISBN 978-4-253-13238-1
- 宮崎克（原作）/ 吉本浩二（作画）『ブラック・ジャック創作秘話〜手塚治虫の仕事場から〜』秋田書店〈少年チャンピオンコミックス・エクストラ〉全5巻

- 手塚治虫（原作）/ 田畑由秋（脚本）/ 大熊ゆうご（作画）『ヤング ブラック・ジャック』秋田書店〈ヤングチャンピオンコミックス〉全16巻

- 手塚治虫（原作）/ 山石日月（シナリオ原案） /中山昌亮（作画）『ブラック・ジャック 〜青き未来〜』秋田書店〈ヤングチャンピオンコミックス〉 2012年10月19日発売[142]、ISBN 978-4-253-13256-5
- 手塚治虫・風間宏子『神の手をもつふたり〜ダーク・エンジェル外伝〜ブラック・ジャック×氷川魅和子』秋田書店〈Akita Comics Elegance〉 2013年12月16日発売[143]、ISBN 978-4-253-16185-5
- 手塚治虫（原作）/ 藤澤勇希（脚本）/ SANORIN（作画）/ 手塚プロダクション（協力）『Dr.キリコ 白い死神』秋田書店〈ヤングチャンピオンコミックス・エクストラ〉全5巻

- 手塚治虫『眠れぬ夜に読むブラック・ジャック』秋田書店〈少年チャンピオンコミックス・エクストラ〉 2018年9月7日発売[144]、ISBN 978-4-253-13270-1
- 手塚治虫『読むだけで幸せになるブラック・ジャック』秋田書店〈少年チャンピオンコミックス・エクストラ〉 2018年9月7日発売[145]、ISBN 978-4-253-13269-5
- 手塚治虫（原作）/ 七野ワビせん（作画）『ブラック・ジャック ガール』マイクロマガジン社〈TCコミックス〉 2020年4月24日発売[146]、ISBN 978-4-896-37999-0
- 手塚治虫（原作）/ 時丸佳久（作画）『異世界ブラック・ジャック』マイクロマガジン社〈TCコミックス〉、2020年6月16日発売[147]、ISBN 978-4-867-16030-5

### 関連書籍
- 『手塚治虫 ブラック・ジャック 愛と生のことば』1996年2月9日発売[148]、ISBN 4-06-208027-3
- 『ブラック・ジャック画集 ALL of BLACK JACK by OSAMU TEZUKA』1999年1月8日発売[149]、ISBN 4-253-01069-5
- 『BLACK JACK ザ・コンプリート・ダイジェスト』2003年7月10日発売[150]、ISBN 4-253-17907-X
- 『ブラック・ジャック語録 心の傷を治す99の言葉』2003年9月10日発売[151]、ISBN 4-253-17909-6
- 『ブラック・ジャックが告発するホスピタル・クライシス』2004年4月24日発売[152]、ISBN 4-06-208027-3
- 『手塚治虫医療短編集 Another side of BLACK JACK』2008年4月10日発売[153]、ISBN 4-253-17019-6
- 『手塚治虫「ブラック・ジャック」40周年アニバーサリー! あなたが選ぶ「ブラック・ジャック」ベスト40』2013年11月8日発売[154]、ISBN 978-4-253-13258-9

## 年表
- 1973年11月：『週刊少年チャンピオン』11月19日号（48号）にて連載開始。
- 1975年5月12日：『ブラック・ジャック』で第4回日本漫画家協会賞特別優秀賞受賞。
- 1977年7月22日：『ブラック・ジャック』『三つ目がとおる』で第1回講談社漫画賞受賞[注 4]。
- 1978年9月：9月18日号（39号）にて連載終了（全229話＋増刊号掲載1話）。
- 1979年1月：1月15日号（3号）～1983年10月14日号（44号）まで不定期で新作読切を13話掲載。
- 1993年7月20日：秋田書店より秋田文庫『BLACK JACK』（1～12巻）が刊行される。
- 1993年：OVA『ブラック・ジャック』が2000年まで発売される。
- 1996年11月30日：アニメ映画『BLACKJACK（ブラックジャック劇場版）』が全国松竹系で公開。
- 1996年：オリジナルビデオ『ブラック・ジャック』が3巻まで発売される。
- 2000年 : OAD『ブラック・ジャック 空からきた子ども』が応募者全員サービスとして発売される。
- 2000年3月31日：スペシャルドラマ『ブラック・ジャック』がTBS系にて放映。
- 2000年8月26日：スペシャルドラマ『ブラック・ジャックII』がTBS系にて放映。
- 2000年9月29日：スペシャルドラマ『ブラック・ジャックIII』がTBS系にて放映。
- 2003年12月22日:テレビスペシャルアニメ『ブラック・ジャック2時間スペシャル』がよみうりテレビ・日本テレビ系にて放映。
- 2004年10月11日：テレビアニメ『ブラック・ジャック』がよみうりテレビ・日本テレビ系にて放送開始。
- 2005年12月17日：アニメ映画『ブラック・ジャック ふたりの黒い医者』が全国東宝系で公開。
- 2006年4月10日：テレビアニメブラック・ジャック』の続編『ブラック・ジャック21』がよみうりテレビ・日本テレビ系にて放送開始（同年9月に終了）。
- 2006年11月9日：『ブラック・ジャック』のゲーム版『ブラック・ジャック 火の鳥編』がニンテンドーDS対応ゲームソフトとしてセガから発売。
- 2011年12月16日：OVA版『ブラック・ジャック』の新作エピソードが約11年ぶりに発売される。出崎統監督の遺作とされる。
- 2023年10月6日-11月6日：「手塚治虫 ブラック・ジャック展」が六本木ヒルズ森タワー52Fの東京シティビューで開催。(雑誌掲載スタート50周年を記念)。 (展示の図録集の書籍「BLACK JACK」，秋田書店、ISBN978-4-253-10142-4も販売）。

## 漫画以外のメディア化
リンクのある作品の詳細については、リンク先を参照。

### アニメ

#### 一覧
| タイトル                                                  | リリース形態   | 監督              | 第1話リリース  | 最終話リリース | 話数 |
| --------------------------------------------------------- | -------------- | ----------------- | -------------- | -------------- | ---- |
| ブラック・ジャック                                        | OVA            | 出崎統            | 1993年00月00日 | 2011年00月00日 | 12   |
| ブラック・ジャック / 平安遷都                             | イベント上映   | 西田正義          | 1996年00月00日 | 1996年00月00日 | 01   |
| ブラック・ジャック                                        | 劇場           | 出崎統            | 1996年11月30日 | 1996年11月30日 | 01   |
| ブラック・ジャック 空からきた子ども                       | OVA [記事参照] | 瀬谷新二          | 2000年00月00日 | 2000年00月00日 | 01   |
| ブラック・ジャック                                        | インターネット | 本田ちさと        | 2001年08月01日 | 2001年00月00日 | 12   |
| ブラック・ジャック2時間スペシャル 〜命をめぐる4つの奇跡〜 | TV             | 手塚眞            | 2003年12月22日 | 2003年12月22日 | 04   |
| ブラック・ジャック                                        | TV             | 手塚眞            | 2004年10月11日 | 2006年07月17日 | 63   |
| ブラック・ジャック ふたりの黒い医者                       | 劇場           | 手塚眞            | 2005年12月17日 | 2005年12月17日 | 01   |
| Dr.ピノコの森の冒険                                       | 劇場 [併映]    | 桑原智            | 2005年12月17日 | 2005年12月17日 | 01   |
| ブラック・ジャック21                                      | TV             | 手塚眞            | 2006年04月10日 | 2006年09月04日 | 17   |
| ブラック・ジャック FINAL                                  | OVA            | 桑原智 / 西田正義 | 2011年12月16日 | 2011年12月16日 | 02   |

いずれのアニメ作品は、声優や一部のスタッフが同じである以外、他のアニメ作品とは違い、互いに別系統扱いとなっており、特に出崎版OVA及び劇場1作目と手塚眞版TVアニメ及び劇場2作目はストーリー上の繋がりがない。

#### ブラック・ジャック / 平安遷都
京都駅ビルの中にある手塚治虫ワールド内（現在は既に閉館）のみで上映。原作ストーリーからは『おばあちゃん』を採用。京都にまつわる歴史的なエピソードを紹介するアニメーションとの2本立てという形で 上映され、その2本を火の鳥がストーリー・テラーとなってつないで行く、という構成。作画監督、演出、共に西田正義。音楽はKARTE6以降のOVA版と同様に、川村栄二による劇伴を使用。上映後は『平安遷都（へいあんせんと）』という京都の歴史を紹介したアニメが流れる。
スタッフ
- 監督・演出・作画監督・原画 - 西田正義
- 脚本 - 森田眞由美
- 美術監督 - 岡田和夫
- 色彩設定 - 宇田川佐東美
- 編集 - 森田編集室
- 音楽 - 川村栄二
- 選曲 - 合田豊
- プロデューサー - 久保田稔、宇田川純男
- 制作担当 - 柳澤光子

声優
- ブラック・ジャック - 大塚明夫
- ピノコ - 水谷優子
- 義裕 - 鈴木琢磨
- 律子 - 渡辺美佐
- ヨシコ - 京田尚子
- 甚大夫人 - 亀井芳子

#### インターネットアニメ
『ブラック・ジャック』
ブロードバンド用のアニメ。TezukaOsamu＠Cinemaから有料配信。1話20分前後、全12話。
BJ役はOVA・テレビアニメ版と同じく大塚明夫。ピノコ役は宇多田ヒカルが演じた。
アニメーションの製作とネット配信はコンテンツジャパン社が担当した。監督は本田ちさと、作画監督は玉置千夏が担当。
TezukaOsamu＠Cinema からの配信は終了しているが、各種動画サイトで購入できる。
作品
- 医者はどこだ!（声の出演／デビイ：野島健児、ニクラ：掛川裕彦、デビイの母：萩森侚子、アセチレン・ランプ：稲田徹）
- ピノコ・ラブストーリー（声の出演／男の子：神田朱未、父：麻生智久、母：牧島有希、郵便屋：今村直樹）
- 肩書き（声の出演／ブリリアント3世陛下：遠藤守哉、井上医師：平野正人、病院長：麻生智久、外務大臣：掛川裕彦、アナウンス：私市淳）
- ふたりの黒い医者（声の出演／ドクター・キリコ：田中秀幸、母：疋田由香里、息子：野島健児、娘：神田朱未、医者：稲田徹、店員：麻生智久）
- ハッスルピノコ（声の出演／配達員：徳山靖彦、受付の男：麻生智久、男の先生：今村直樹、試験官：稲田徹、校医：服巻浩司）
- ちぢむ!!（声の出演／戸隠先生：郷里大輔、助手：里内信夫）
- やり残しの家（声の出演／丑五郎：佐藤正治、弟子：戸北宗寛）
- 六等星（声の出演／椎竹先生：塩屋浩三、徳川先生：郷里大輔、柴田先生：田中和実、椎竹夫人：疋田由香里、アナウンサー：戸北宗寛）
- 刻印（声の出演／間久部緑郎：神奈延年、ピエール：田中一成、部下A：服巻浩司、部下B：江川央生、警部：稲田徹）
- ときには真珠のように（声の出演／本間丈太郎：青野武、老女：江森浩子、通行人：佐藤浩之、看護師：立野香菜子、医者A：服巻浩司）
- アリの足（声の出演／光男：立野香菜子、母親：萩森侚子、野次馬：田中一成、運転手：佐藤浩之、治虫少年：江川央生）
- シャチの詩

#### 北米版アニメ
アメリカ合衆国でも「AZN TV」で放送されている。しかし『BJ21』とは違うバージョンで、こちらは約45分。絵も内容やストーリーも全て大人向きになっている。

#### コラボ作品
『Peeping Life -手塚プロ・タツノコプロワンダーランド- 』
2013年に『Peeping Life』と手塚プロ&タツノコプロとのコラボレーションアニメを放送。

### 実写版
アメリカとは異なり、台湾と香港ではアニメ版だけでなくテレビドラマ版（本木版）も放送された。

### ゲーム

#### 体感型ゲーム
『ブラック・ジャック×ドラマチック謎解きゲーム 脱走者緊急手術〜Emergency Operation on Escape〜』
2017年7月23日～9月24日の毎週 金・土・日曜日及び祝日に、よだかのレコードの主催・企画制作、あそびファクトリーの協力によって西新宿のよだかのドラマチックルームを会場に行われた。同会場にて2018年7月14日～8月12日の毎週 金・土・日及び祝日に再演され、東京の西新宿にあるドラマチックホールにて2020年2月29～3月15日に毎日再演された。参加者は新人医師で、製薬会社が重大なミスを隠蔽していることに気がついて暴こうとしたが始末されそうになり脱走した際に生死の境を彷徨うことになった男の友人だったが、彼は病院をたらいまわしにされ、ブラック・ジャックの噂を思い出しやって来たという設定の下、様々なミッションや暗号を解き明かしていくといった内容である。制限時間は60分（説明などを含めると120分）で、5人1組のチームでのプレイとなる。声の出演はBJ：大塚明夫、ピノコ：み～こ(MOSAIC.WAV)。

### ラジオドラマ
『ブラック・ジャック』
ラジオ劇画傑作シリーズの一作品として、1977年10月31日から11月25日まで、全20話をTBSラジオで放送。
BJ役は岸田森。ピノコ役は松島みのり。
台詞以外のナレーション、効果音等は「ブラックジャックギャング団」という子役達の団体が担当。
『ブラック・ジャック』
1993年10月4日から1994年4月1日まで全130話をTBSラジオの番組「ザ・ヒットパレード」の1コーナー「手塚治虫ワンダーランド」で放送。その後、新潮社の「新潮カセットブック」のレーベルで全3巻のカセットテープに収録されて発売された。
BJ役は時任三郎。ピノコ役は山田妙子。キリコ役は清水綋治。ナレーションは此島愛子。
放送作品
- 医者はどこだ!（脚本：横光晃、声の出演：安藤一夫、立石凉子、倉崎青児、大塚周夫、内山森彦、樋浦勉、坂元貞美）
- しめくくり（脚本：利光隆一、声の出演：小川隆市、上田忠好）
- 曇りのち晴れ（脚本：利光隆一、声の出演：山下智子、安藤一夫、松阪隆子、井上倫宏）
- 誘拐（脚本：横光晃、声の出演：近石真介、内山森彦、坂元貞美、樋浦勉、山下智子、花房徹、影山会里子）
- ふたりの黒い医者（脚本：雁田昇、声の出演：清水紘治、三好美智子、二木てるみ、倉崎青児、堀勝之祐）
- えらばれたマスク（脚本：雁田昇、声の出演：内山森彦、三好美智子、二木てるみ）
- 黒潮号メモ（脚本：利光隆一、声の出演：井上倫宏、堀勝之祐、小川隆市）
- 骨肉（脚本：雁田昇、声の出演：三好美智子、松阪隆子、内山森彦、樋浦勉、坂元貞美、佐藤博）
- ハリケーン（脚本：横光晃、声の出演：村松克己、二木てるみ、安藤一夫、松阪隆子、堀勝之祐）
- 小うるさい自殺者（脚本：雁田昇、声の出演：清水紘治、花房徹、二木てるみ）
- 灰色の館（脚本：渡辺治子、声の出演：二木てるみ、坂元貞美、村松克己）
- 復しゅうこそわが命（脚本：雁田昇、声の出演：高橋理恵子、二木てるみ、樋浦勉、松阪隆子）
- ナダレ（脚本：津川泉、声の出演：安藤一夫、内山森彦、影山会里子、小川隆市、佐藤博）
- 道すがら（脚本：横光晃、声の出演：二木てるみ、大塚周夫、坂元貞美）
- 人生という名のSL（脚本：雁田昇、声の出演：清水紘治、宮川洋一、上田忠好、佐藤博）

### 舞台
宝塚歌劇団『ブラック・ジャック 危険な賭け』
1994年上演。2022年再演。

宝塚歌劇団『ブラック・ジャック 許されざる者への挽歌』
2013年2月上演。
新作狂言『勘当息子』『老人と木』
2008年宝塚ソリオホールで初演
Human Art Theater『手塚治虫ドラマシアター』
Vol.3が2013年4月上演。4番目の演目が「人面瘡」のエピソード。
Vol.4が2013年8月上演。3番目の演目が「鯨にのまれた男」のエピソード。
Vol.5が2014年1月上演。2番目の演目が「ふたりの黒い医者」のエピソード。
Human Art Theater『漫劇!! 手塚治虫 The Fusion of Comics & Theater』
第一巻が2015年2月上演。1番目の演目が「畸形嚢腫」、3番目の演目が「おばあちゃん」のエピソード。
第二巻が2015年7月上演。1番目の演目が「ハローCQ」のエピソード。
第三巻が2016年2月上演。4番目の演目が「人面瘡」のエピソード。
第四巻が2017年2月上演。1番目の演目が「人面瘡」、2番目の演目が「畸形嚢腫」のエピソード。本公演はブラック・ジャックのエピソードのみの公演だった。
第五巻が2024年3月上演予定。1番目の演目が「人面瘡」、2番目の演目が「畸形嚢腫」のエピソード
浜松市民オペラ『ブラック・ジャック 時をめぐる3章』

2015年8月30日アクトシティ浜松で上演。第1章「87歳の反逆」第2章「お前の中の俺」第3章「母と子のカノン」の3部構成。
2016年に新演出版で再演。第1章のタイトルが「87歳の挑戦」に変更。
音楽監督・作曲・指揮：宮川彬良　演出：田尾下哲　脚本：響 敏也
ミュージカル『ブラック・ジャック』
2025年6月 - 8月、東京・IMM THEATER、新潟・新潟テルサ、名古屋・COMTEC PORTBASE 、静岡・アクトシティ浜松、北海道・カナモトホール、兵庫・兵庫県立芸術文化センターで上演。
ブラック・ジャック役に坂本昌行、ピノコ役を矢吹奈子、ドクター・キリコ役を味方良介が演じる。演出は栗山民也。

### 朗読劇
『ブラック・ジャック おばあちゃん』
1999年5月13日放送「ダウンタウンDX」の一コーナー「泣きメンタリー三分間劇場」で『おばあちゃん』が取り上げられる。
紙芝居のように漫画を映し、その日のゲストが声を吹き込んだ。
BJは高橋英樹、おばあちゃんは小林幸子、息子は関根勤がそれぞれ声をあてた。

### 小説
小説 ブラック・ジャック
瀬名秀明によるオリジナル・ストーリーの書き下ろし。
週刊少年チャンピオン創刊50周年記念企画の一環として、誠文堂新光社からAPeS Novelsレーベルで2019年7月16日に刊行された。

### その他
ブラックジャックのお天気ドクター
東京電力子会社の株式会社ウェザーラインが、手塚プロダクションと組んで始めたiモード向け天気予報サイト。ブラック・ジャック本人を案内人としたもの。無料サイトと有料サイトがあり、有料サイトの手続きをする際には「いただくものは、いたたくぜ」と表示されていた。2004年、ウェザーラインが株式会社ライフビジネスウェザーに営業譲渡する際に終了。
手塚治虫Mマガジン
名称の「M」は「モーション」と読む。NECビッグローブが、イースクエアと手塚プロダクションと連携し開始された、手塚治虫のマンガに音声や動きを加えたモーションマンガと名付けられた「動くマンガ」を、動画を見るかのように視聴できる携帯電話向けのサービス。後に、アルファシステムズによりＰＣや携帯ゲーム機向けにも提供。ブラック・ジャックのエピソードもラインナップされていた。BIGLOBEへの会員登録が必要な他、1話あたり105円～（7日間視聴可能）の利用料を要した。現在は終了しているがモーションマンガそのものは、「手塚治虫マガジン倶楽部」がサービスを引き継ぎ、他の有料サービスが併用できる月額1050円の利用料金で視聴することができたが、2018年にこちらも終了。
マンホール蓋、モニュメント
手塚と東京都東久留米市は、手塚が1980年から没年までの約10年間を東久留米市内ですごしたというゆかりがある。市内6か所に『ブラックジャック』の登場人物をモチーフとしたマンホール蓋が製作設置されている。あわせてカードも発行されている。またブラックジャックおよびピノコのモニュメントが東久留米駅西口ロータリーに建てられている。

## 影響・受容史
医療漫画という新ジャンルを開拓し、アウトローの天才的プロフェッショナルを主人公とする一話完結の職業漫画のスタイルを確立した。手塚自身も『七色いんこ』（演劇界）という類似スタイルの作品を発表している。代表的な作品を以下に挙げる。
- 『ザ・シェフ』（調理人）[166]
- 『スーパードクターK』『K2』『Dr.汞』（医者）
- 『IWAMAL』『けだものドクター毒島』『獣医ドリトル』（獣医）
- 『コミックマスターJ』（漫画アシスタント）
- 『ギャラリーフェイク』『ゼロ THE MAN OF THE CREATION』（美術界）
- 『王様の仕立て屋』（仕立て屋）

医療漫画というジャンルの代表作とされ、強い影響下にある漫画も多い。この作品をきっかけに、医学の道へ進んだ者も多い。
漫画『ブラックジャックによろしく』（2002年-2010年）でタイトルに使われた（BJは内容には直接関係しない）。
実在する優秀な外科医に「ブラックジャック」の愛称が用いられることもあり、作品の知名度の高さからBJのキャラクター自体が一人歩きし、神業の天才外科医の代名詞となっている。

### 事件
2003年、東京都の男性が単行本未収録の話や単行本で改変された話の雑誌版など10話を集めて自作した、架空の少年チャンピオンコミックス版26巻をインターネットオークションに1冊10万円で出品して著作権侵害で摘発され、罰金30万円の有罪判決を受けた。

#### 「ドクター・キリコ」関連
ドクター・キリコは『BJ』に度々登場する、非合法の安楽死を生業とする医者である。
1998年、ドクター・キリコを称した男が自殺志願者にネット上で青酸カリを密売した通称「ドクターキリコ事件」が発生、社会問題となった。
2020年、ドクター・キリコになりたい医師が、ALS患者嘱託殺人事件を起こして話題となった。